# Reverberació
La reverberació és un fenomen derivat de la reflexió del so.
Consisteix en una lleugera prolongació del so una vegada s'ha extingit l'original, a causa de les ones reflectides. Si aquestes ones reflectides arriben a l'oient separades del so directe amb retard superior a 60 mil·lisegons o d'uns 20 metres, que és el valor de la persistència acústica, aleshores si són prou intenses són percebudes com un eco, en comptes de com a reverberació.
Per a determinar com és la reverberació en un determinat recinte s'utilitza un paràmetre físic conegut com a temps de reverberació que mesura la persistència del so en una sala després de cessar la font. En general, el temps de reverberació serà més gran com més gran sigui l'espai i com menys absorbents siguin les superfícies que el limiten i el seu contingut. Així, per exemple, una habitació buida "ressona" més que la mateixa habitació moblada (o sigui, té un temps de reverberació més llarg) perquè els mobles, estores, cortines, ocupants, etc., absorbeixen so disminuint el temps de reverberació.

## Temps de reverberació
El temps de reverberació és el temps que transcorre en un determinat recinte, des que es produïx un determinat so, fins que la intensitat d'eixe so disminuïx una milionèsima del seu valor original.
El físic Wallace Clement Sabine va desenvolupar una fórmula per a calcular el temps de reverberació (TR) d'un recinte en què el material absorbent està distribuït de forma uniforme. Consistix a relacionar el volum de la sala (V) i l'absorció total (A) amb el temps que tarda el so a baixar 60 dB en intensitat, a partir que s'apaga la font sonora.
{\displaystyle TR=(0{,}16\,V)/A}
La fórmula de Sabine després va ser millorada a l'introduir un factor d'absorció (x) de l'aire per a una determinada temperatura i humitat. Factor que té gran importància si es tracta de grans recintes.
{\displaystyle TR=(0{,}16\,V)/(A+xV)}
Cal tindre en compte que la fórmula de Sabine ni és l'única, ni tampoc és absolutament fiable. Només es tracta d'una de les fórmules més utilitzades. Quan els enginyers encarregats del condicionament acústic la fan servir, ho fan només com una orientació.

## Classes de reverberació
- Room: Reverberació que es produeix quan la font de so es troba en espais petits, com ara habitacions. El que escoltem són les primeres reflexions.[2]
- Chamber: Aquest tipus de reverberació es produeix en llocs més petits que en una habitació. El seu temps oscil·la entre 0,4 i 1,2 s.[3]
- Hall: El contrari al tipus "Room", fa referència al tipus de reverberació que es dona en espais grans, com auditoris. El seu temps de reverberació, per tant, serà més llarg (1,2 - 1,3s)
- Cathedral: Aquesta reverberació té uns temps molt alts per la grandària del lloc on es troba, alhora que està marcat per un alt valor de difusió (materials que ocupen un recinte obstaculitzant el pas de les reflexions).[2]
- Plate: Aquesta reverberació s'aconsegueix mitjançant la vibració que produeix una planxa metàl·lica en rebre les reflexions de la font de so.[3]

## Paràmetres que gestionen la Reverberació
- Early Reflections o reflexions primàries: Són les primeres reflexions que arriben a les nostres oïdes després d'emetre un so en un entorn. Provenen dels obstacles més propers, com les parets properes, el sòl o el sostre.
- Reverb time o Decay: És el temps que triga la reverberació a desaparèixer, dit d'una altra manera, el temps que triga a perdre els 60 dB.
- Size o Mida: Fa referència a la mida del lloc o entorn a emular. Això, permet augmentar o disminuir la mida del recinte.[2]
- Density o densitat: La densitat a la reverberació es produeix quan es barregen diversos tipus diferents de reverberació. Com més densa, més completa.[2]
- Difusion: Aquest paràmetre està relacionat amb els materials que formen el recinte en el qual es troba la font sonora, i que, per tant, obstaculitzen les reflexions.